# Agelao de Tegea
Agelao de Tegea fue un músico de la Antigua Grecia, destacado en la ejecución de cítara y el forminx. 

## Biografía
Agelao vivió en el siglo VI a. C. Se dice que fue un excelente citarista, destacado por su virtud en tocar sin acompañamiento. Fue honrado con el primer premio en los Juegos Píticos en 559 a. C. en un concurso de música de cuerda.